# رز قرمز لنکستر

رز لانکاشر، نشان نجابت خانوادگی خاندان لنکستر

رز قرمز لنکستر (انگلیسی: Red Rose of Lancaster) گل ملی لانکاشر است. گونه دقیق یا رقم کشاورزی این گل سرخ نامشخص است اما احتمال داده می‌شود که رز گالیکا باشد. گل رز قرمز اولین بار به عنوان یک شیوه و نشان نجابت خانوادگی توسط جان گونت به تصویب رسید. این رسم برای نخستین بار توسط هنری چهارم انگلستان برگزیده شد که اولین پادشاه خاندان لنکستر بود. این نشان پس از نبرد بازورث فیلد در سال ۱۴۸۵ به عنوان علامت و نماد لانکاشر برگزیده شد.